# 타카하시 테이지

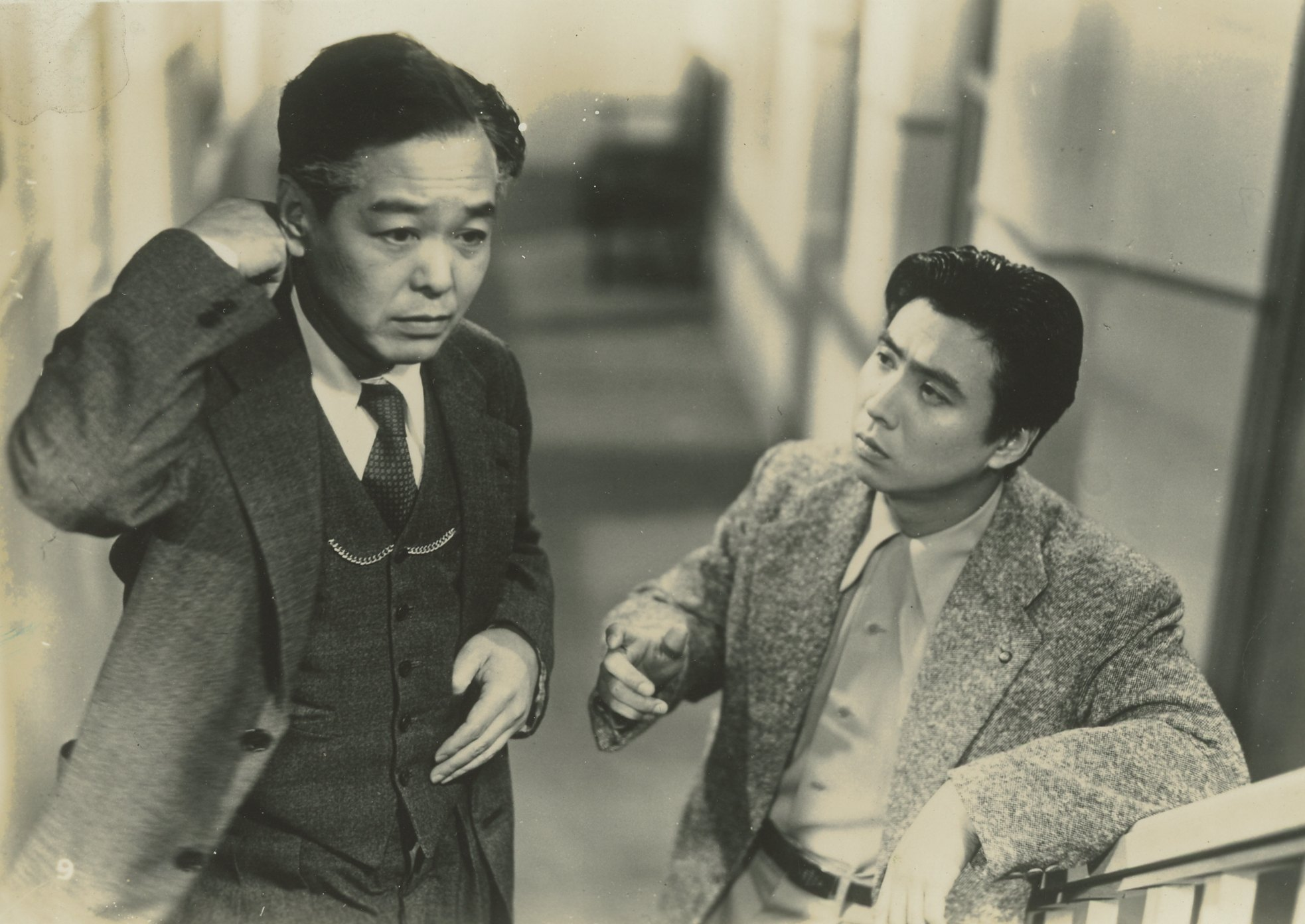

타카하시 테이지(Teiji Takahashi, 1926년 10월 20일 ~ 1959년 11월 3일)는 일본의 배우이다.
도쿄도에서 태어났으며 요코하마시에서 사망하였다.

## 영화
- 더스 어더 데이 (1959년)
- 이터널 레인보우 (1958년)
- 나라야마 부시코 (1958년)
- 달맞이꽃 (1958년)
- 동경의 황혼 (1957년)
- 이른 봄 (1956년)
- 진심 (1953년)